# Klinische Sprechwissenschaft
Bei der Klinischen Sprechwissenschaft, auch Therapeutischen Kommunikation, geht es um die Behandlung gestörter mündlicher Kommunikation im Bereich von Sprach-, Sprech- und Stimmstörungen des Sprechers oder Hörstörungen des Perzipienten. Als Teilbereich der Sprechwissenschaft bezieht sie sich auf das kommunikative Grundverständnis, mit welchem innerhalb der Sprecherziehung auf Therapien geblickt wird.
Als Berufsgruppen repräsentieren v. a. Klinische Sprechwissenschaftler (Sprechwissenschaftler mit klinischer Postgraduierung) sowie Logopäden, die eine Prüfung in Sprechwissenschaft und Sprecherziehung abgelegt haben, dieses ganzheitliche Vorgehen. Die Grenzen zwischen sprecherzieherischem und logopädischem Handeln sind fließend.

## Geschichte und Entwicklung
(Quelle: Sievert, Voigt-Zimmermann 2011)

### Entstehung der Sprachtherapie
Die Klinische Sprechwissenschaft sieht sich in einer Traditionslinie mit der Therapie von Sprach- und Stimmstörungen. Die Wurzeln der Diagnostik und Therapie von Stimmstörungen reichen bis in die Antike zurück. Bereits Hippokrates von Kos beschrieb im 5. Jahrhundert v. Chr. die Therapie der Laryngitis, einer Entzündung der Stimmlippen (als Cynanche betitelt) und nahm fälschlicherweise die Lunge als Phonationsorgan an. Im 4. Jahrhundert v. Chr. beschäftigte sich Aristoteles mit der Stimmheilkunde, v. a. mit altersbedingten Stimmveränderungen. Er beschrieb den Stimmwechsel bei Jugendlichen sowie Stimmstörungen, die durch unterschiedliche Krankheiten bzw. Umwelteinflüsse ausgelöst wurden, z. B. als Folgeerscheinungen von Hörproblemen oder Kastrationen. In den Schulen der griechischen und römischen Rhetoriker wurde die Vermittlung einer physiologischen Atmung, Stimme und Artikulation im Interesse der pronuntiatio (Verwirklichung einer Rede durch den Vortrag) fokussiert. Unter diesem Begriff ist auch das Wissen um die stimmliche Gestaltung der Rede zu verstehen, das in der phonaskia gelehrt wurde, einem Unterrichtsfach, welches sich zwischen den sprechwissenschaftlichen Teilbereichen Stimmbildung und Stimmtherapie einordnen lässt.
Als weitere wichtige Wegbereiter der Entwicklung einer Sprachtherapie in der Antike lassen sich Quintilian mit seinen Hinweisen zum Stimmgebrauch in der institutio oratoria sowie Plutarch und Galenos nennen. Letzterer schuf grundlegende medizinische Schriften, welche z. T. der Stimmstörungsdiagnose und diätetischen Stimmtherapie gewidmet waren, die noch bis ins Mittelalter als maßgebend galten. Im Bereich der Behandlung von Stimmstörungen lag ein Hauptaugenmerk auf der prophylaktischen Stimmpflege, es wurden Grundregeln zu einer gesunden Lebensführung beschrieben. Bei bereits bestehenden Störungen empfahl man Bäder und Luftkuren.
Im 17. Jahrhundert wurde der Begriff der Artikulationstherapie geprägt, v. a. im Rahmen der Taubstummenbildung. Juan Pablo Bonet stellte 1620 eine Lautsprachmethode für den Sprechunterricht von Taubstummen auf. 1771 wurde die erste Taubstummenschule gegründet. Eine Kehlkopfspiegelung führte erstmals der spanische Sänger und Gesangspädagoge Manuel García junior 1854 mithilfe eines Zahnarzt- und eines Handspiegels an sich selbst durch. Dies leitete die Begründung der Laryngologie ein, durch welche der Stimmtherapie gänzlich neue Perspektiven eröffnet wurden. Unter Verwendung eines Augenspiegels führten die österreichischen Ärzte Ludwig Türck  und Johann Nepomuk Czermak die Untersuchungen des Kehlkopfs fort.
Hermann Gutzmann sen. gilt als Begründer der modernen Stimm- und Sprachheilkunde. Er war 1906 in Berlin der weltweit erste Lehrstuhlinhaber der medizinischen Disziplin der Phoniatrie. Das phoniatrische Fach war in der anfänglichen Phase durch zwei konkurrierende Schulen gekennzeichnet, welche in Berlin und in Wien ihren Ursprung und Hauptsitz hatten. Im Dienste der Berliner Schule, die aus der inneren Medizin bzw. der Chirurgie hervorgegangen war, arbeiteten die sogenannten „Organisten“. Ihre Vorgehensweise war physiologisch-somatisch orientiert und zeigte sich in der Beschäftigung mit organischen oder funktionellen Störungen sowie deren Therapie. Vertreter waren neben Gutzmann sen. u. a. Adolf Kußmaul, Rudolf Schilling, Max Nadoleczny und Miloslav Seeman. Die Anhänger der Wiener Schule thematisierten dem entgegensetzend eher die Psyche als prägendes Element des Stimmklangs und der pathologischen Stimmveränderung. Sie folgten psychologischen und tiefenpsychologischen Therapieansätzen. Als Hauptvertreter der „Psychologisten“ lassen sich Emil Fröschels, Hugo Liepmann und Leopold Stein aufzählen.

### Entwicklung der Klinischen Sprechwissenschaft zu einer universitären Disziplin
1905 wurde an der Friedrichs-Universität Halle durch den Vertreter Ewald Geißler ein Vortragskunst-Lektorat eingerichtet. Neben der Vermittlung sprechästhetischer Fähigkeiten spielten später auch Atemübung, Stimmtechnik, Artikulationsschulung, Stimmhygiene und Stimmstörungsprophylaxe eine Rolle in der Ausbildung. Somit fanden stimm- und sprachtherapeutische Gegenstände erstmals Einzug in die sprechwissenschaftliche Lehre und Forschung.
Der Nachfolger Geißlers, Richard Wittsack konnte der einseitigen Herangehensweise der Berliner und Wiener Schulen entgehen, indem er, bevor er 1919 seine Lehrtätigkeit in Halle begann, in phoniatrischen Einrichtungen in beiden Städten hospitierte. Die Lehre der damaligen Sprechkunde bzw. heutigen Sprechwissenschaft an der Universität Halle orientierte sich ab diesem Zeitpunkt konsequent an dem, was benennbar und beschreibbar ist, an der Anatomie und Physiologie der Sprech- und Hörorgane. Nach Wittsack trat Hans Krech in das Amt des Lektors für Vortragskunst. Er prägte einen weiteren Grundsatz, indem er formulierte, dass das Störungssymptom nicht nur am Kehlkopf zu beseitigen sei, sondern immer auch die psychisch-soziale Situation des Menschen betrachtet und in den Therapieprozess involviert werden sollte. Er plädierte somit dafür, nicht ausschließlich das Symptom anzugreifen, sondern den Menschen selbst zu erfassen. Das hier beschriebene (jedoch noch nicht so benannte) Prinzip der Ganzheitlichkeit in der Therapie von Kommunikationsstörungen ist im heutigen sprachtherapeutischen Handeln noch immer wiederzufinden.
Krech intensivierte zudem die Beschäftigung mit dem Arbeitsgegenstand der Stimm- und Sprachstörungen, indem er zahlreiche Publikationen innerhalb dieses Feldes veröffentlichte. Wegweisende Bekanntheit, auch über die Sprechwissenschaft hinaus, erlangten u. a. seine Arbeiten zur kombiniert-psychologischen Übungstherapie unter den Titeln Zur kombiniert-psychologischen Behandlung psychogener Stimmstörungen (1954) und Zur postoperativen Beeinflussung der Rhinolalia aperta orga-nica durch eine kombiniert-psychologische Übungstherapie (1960). Auch Krechs phonetisches Werk kann als prägend und stützend für die klinisch-sprechwissenschaftliche Lehre und Forschung angesehen werden.
Im Jahre 1960 fand der erste Phoniatrie-Kurs für Hals-Nasen-Ohrenärzte nach dem Zweiten Weltkrieg in Halle statt, welcher von Krech sowie den Ärzten Harry Jakobi und Eva-Maria Pfau organisiert wurde. Dieser Kurs setzte den Anstoß für eine langjährige, bis heute anhaltende Kooperation der Sprechwissenschaftler mit Vertretern anderer auf Stimm- und Sprechstörungen spezialisierten Berufsgruppen, z. B. Phoniater, Neurologen, Psychologen, Pädiater, Hals-Nasen-Ohrenärzte (Tumor-Chirurgen), Rehabilitationspädagogen und Ingenieure (bei akustischen Forschungen).
Als eine Nachfolgerin Krechs sei Jutta Suttner genannt, die das klinische Teilgebiet der Sprechwissenschaft jahrzehntelang als Hochschullehrerin vertrat. Sie forschte bspw. zur Sprechtherapie bei Lippen-Kiefer-Gaumenspalten und schrieb u. a. über Postoperative Sprecherziehung bei Gaumenspaltenträgern und ihre Ergebnisse (1971) sowie über Sprechwissenschaftliche Untersuchungen zur Bewertung und Wirkung von Stimme und Artikulation (1982). Es gelang ihr zudem, die Lehre sämtlicher Störungsbilder des Feldes der Sprach-, Sprech- und Stimmstörungen abzudecken und es den Studenten praxisnah-strukturiert zu vermitteln.
Das Feld der sprecherischen Stimmstörungsbilder und -therapiekonzepte hat sich in den letzten 20 Jahren stark erweitert und diversifiziert. Heute bilden auch Schluckstörungen, gehörlose oder taube Patienten, die Stimme von Transsexuellen, das Aufmerksamkeitsdefizit-Syndrom sowie auditive Verarbeitungs- und Wahrnehmungsstörungen Beispiele für therapierbare Felder. Spezielle Störungsbilder aus dem Bereich der Sprach-, Sprech- und Schluckstörungen sowie des Cochlea Implants (darunter Arbeiten zu den Problemen und Störungen der kindlichen Sprachentwicklung) sowie spezielle Störungsbilder aus dem Bereich der Stimmstörungen (darunter Arbeiten zur Pädagogenstimme und deren Wirkung) stellen weitere grundlegende Themenschwerpunkte dar.

### Aktuelle Tendenzen der universitären Lehre und Forschung
Im Rahmen der sprechwissenschaftlichen Lehre der Sprach-, Sprech-, Stimm- und Schluckstörungen vollzogen sich in den 2000er-Jahren große Veränderungen. Die Modularisierung der Studiengänge an den europäischen Universitäten (durch den Bologna-Prozess) führte u. a. an der Universität Halle zur Auflösung des bis dahin anerkannten Diplomstudiengangs „Sprechwissenschaft“ und zur Einführung des eingeteilten Studienformates in Bachelor- und Master-of-Arts. Die Aufstellung des Lehrplans erfolgte gemäß der Anforderungen der Krankenkassen an die Ausbildung der Berufsgruppen, die zur Abgabe von Stimm-, Sprech- und Sprachtherapie als Heilmittelerbringer nach §124 des Fünften Sozialgesetzbuches (SGB V) zugelassen werden. Dies beinhaltete, dass für die Qualifikation zur Therapie eines bestimmten Störungsbildes eine definierte Zahl von Credit Points (Leistungspunkten) innerhalb des Studiums erreicht werden muss, die mit einer bestimmten Zahl an studentischen Arbeitsstunden verbunden ist.
Inhaltlich sind die Qualifikationsvoraussetzungen in theoretisch-praktische Anforderungen und störungsspezifische Kompetenzen aufgeteilt. Die theoretisch-praktischen Anforderungen gliedern sich in sprachtherapeutische Grundlagen (Medizin, Sprachwissenschaften, Pädagogik, Heil- und Sonderpädagogik, Sprachbehindertenpädagogik, Soziologie der Behinderten, Psychologie sowie freie Lehrinhalte) und Handlungskompetenzen (wissenschaftliche Arbeits- und Forschungsmethoden, Qualitätssicherung, Beratung, therapeutisches Verhalten sowie freie Lehrinhalte). Innerhalb der störungsbezogenen Kompetenzen sind Komplexe von Störungsbildern erfasst (z. B. entwicklungsbedingte oder erworben sprachsystematische Redefluss-, Sprech-, Stimm- und Schluckstörungen). Zusätzlich müssen eine Abschlussarbeit sowie Praktika unter bestimmten Bedingungen absolviert werden.
Den quantitativen Anforderungen der Krankenkassen kann im Bachelor-Studium an der Abteilung Sprechwissenschaft und Phonetik der Martin-Luther-Universität Halle-Wittenberg nicht entsprochen werden, da hier für die Vermittlung eines umfassenden Gesamtbilds neben den klinischen Aspekten auch die phonetischen, rhetorischen und sprechkünstlerischen Teilgebiete gelehrt werden. Daher wird den Studierenden nach Abschluss des Bachelors die Möglichkeit gegeben, einen Master-Studiengang in den kombinierten Teilbereichen „Phonetik, Rhetorik, Sprechkunst“ oder in der klinischen Spezialisierung „Sprach-, Sprech- und Stimmstörungen“ anzuschließen. Der Bachelor umfasst 180 Leistungspunkte in einer Regelstudienzeit von sechs Semestern, während der komprimierte Master 120 Credit Points in einer vier-semestrigen Regelstudienzeit beinhaltet. Ein Abschluss in der klinischen Spezialisierung befähigt letztendlich für eine Teilzulassung als Heilmittelerbringer für entwicklungsbedingte Sprachstörungen und Rhinolalien, Sprachstörungen bei hochgradiger Schwerhörigkeit und Cochlea-Implantat-Versorgung sowie Redefluss- und Stimmstörungen. Die Einschränkung auf eine Auswahl an Störungsbildern bedeutet, dass nicht alle Sprach-, Sprech-, Stimm- und Schluckstörungen sowie das Hörtraining nach Einsatz eines Cochlea-Implantats behandelt werden. Jedoch ist es jedem Absolventen freigestellt, in späteren Postgraduierungs-Weiterbildungen die Kassenzulassung für alle Störungsbilder zu erlangen. Diese werden bspw. durch den Deutschen Bundesverband für akademische Sprachtherapie und Logopädie (dbs e. V.) und andere sprachtherapeutische Bildungseinrichtungen angeboten.

## Physiologie des Sprechprozesses
(Quelle: Lemke 2006)

### Zusammenwirken der Funktionskreise Atmung, Stimme und Aussprache
Das Sprechen wird als körperlicher Vorgang von psychischen, physischen und kognitiven Einflüssen kontrolliert. Abhängig von der kinästhetisch-reflektorischen sowie akustischen Analyse läuft der Sprechprozess weitgehend automatisiert ab. Die Organe der Funktionskreise Atmung (Respiration), Stimme (Phonation) und Aussprache (Artikulation) wirken dabei in einem koordiniert-kontrollierten Zusammenspiel. Die Atmung ist bspw. Voraussetzung für die Stimmerzeugung und die Artikulationsweise beeinflusst den Stimmklang. Innerhalb dieses Zusammenwirkens stehen die Organe Hirnstamm, Lippen, Zunge, Mundhöhle, Rachen, Kehlkopf, Lunge, respiratorische Muskeln, Luftröhre und Ohr in einer unabdingbaren Verbindung. Treten in einem Funktionskreis Störungen auf, können diese auch Fehlfunktionen in den anderen Organen hervorrufen. Die Sprecherziehung zielt daher darauf, die Kommunikation störungsfrei gestaltbar und durch Trainings kontrollierbar zu machen. In sprecherzieherischen Prozessen lernt der Kommunikator mithilfe des funktionellen Hörens (Vergleich von Eigen- und Fremdwahrnehmung), das von ihm produzierte Sprechen auf fehlerhafte Automatismen zu überprüfen und diese zu unterbinden. In einer stimmlich intensiven Berufstätigkeit (z. B. Lehrer) ist eine bewusste Sprechkontrolle vonnöten. Daher sollte bspw. während des Lehramtsstudiums eine entsprechende stimmlich-sprecherische Aufklärung erfolgen. Grundkenntnisse innerhalb dieser Schulung umfassen das Einnehmen einer aufrechten Körperhaltung und die Nutzung der physiologischen Atmung bei Stimmübungen sowie die Kontrolle der Stimmeinsätze und physiologischen Sprechstimmlage bei Artikulationsübungen.

### Atmung (Respiration)
→ Hauptartikel: Atmung

#### Vorgang der Atmung
Die Wirkungsweise der Atmung wird in die Primär- und Sekundärfunktion eingeteilt. Die lebensnotwendige Primärfunktion, auch als vitale Atmung bezeichnet, spiegelt sich in der Zuführung des Blutes mit Sauerstoff und dem damit verbundenen Vollzug des Gasaustauschs (Aufnahme von Sauerstoff und Abgabe von Kohlendioxid) wider. Die Sekundärfunktion ist die Stimmatmung, die sich in der Einatmung und der Bereitstellung der für die Stimmerzeugung notwendigen Atemluft ausprägt. Eine physiologische Atmung, die Erweiterung des Brustkorbes und unbehinderte Ausdehnung der Lungen beim Einatmen ist nur möglich, wenn die Wirbelsäule in einer gesunden Normalspannung locker aufgerichtet ist. Bei körperlicher Aktivität (Sport, anstrengende Arbeit) oder stimmlicher Belastung (z. B. lautes Sprechen, Singen) können die Aufrichtung und Spannung des Körpers deutlich verstärkt werden.
Die Atemluftkoordinierung ist durch die zwei Möglichkeiten der Mund- und Nasenatmung gegeben. Der verzweigte Hohlraumaufbau der Nase ermöglicht es, die eingeatmete Luft zu erwärmen und mithilfe der Befeuchtung vor der Austrocknung zu bewahren. Die Atemluft durchwandert in hygienisch-vertieftem Zustand den Atemweg bis zur Lunge. Da bei der Mundatmung dieser Prozess nur bedingt durchführbar ist, ist es empfehlenswert, die Nasenatmung für die ruhige Sprechweise oder bei kalter und trockener Luft zu nutzen. Der eigentliche Atemvorgang ist in die Phasen Einatmung, Ausatmung und Atempause eingeteilt.  Die kombinierte Atmung, eine Verbindung aus Zwerchfell- und Brustatmung, ist ein grundlegender Bestandteil des Atmungsprozesses. Das Zwerchfell ist eine Muskelsehnenplatte, die den Brust- vom Bauchraum teilt. Beim Einatmungsvorgang bewegt es sich nach unten, verdrängt die unterliegenden Organe und drückt die Bauchwand nach außen. Zusätzlich werden die Rippenbögen gestreckt, wodurch der Brustraum und die Lunge seitlich bzw. nach vorn gehoben werden. Es entsteht ein Unterdruck, die Luft wird angesaugt und die entstandene Druckdifferenz ausgeglichen. Bei der Ausatmung findet eine Erschlaffung der Einatmungsmuskulatur statt. Zusätzlich ist ein Steigen des Zwerchfells, eine Rückbewegung von Bauchwand und Brustkorb in ihre Ausgangsstellung, eine Verkleinerung des Brustraums sowie ein Ausströmen der Atemluft bemerkbar. Um den Körper nach dem Atmungsvorgang zu entspannen und entlasten, ist eine Atempause vonnöten, die im Zustand der Ruhe und Entspannung (bspw. während des Schlafens) die Leistungsfähigkeit des Gesamtorganismus aufrechterhält.
Weiterhin unterscheidet man die Vital- und Stimmatmung in ihrer Funktion. Die unbewusste Vitalatmung wird durch den Sauerstoffbedarf im Blut koordiniert und kontrolliert. Die Stimmatmung bzw. Leistungsatmung findet hingegen beim bewusst gesteuerten, willensmäßigen Sprechen statt. Ein geringes Maß an Spannung ist beim ruhigen Sprechen und Vortragen empfohlen. Beim lauten Sprechen, Rufen bzw. Singen in weiten Räumen, vor einer großen Zuschauerzahl oder im Freien ist eine höhere Spannung erforderlich.

#### Besonderheiten der Stimmatmung
Die Einatmung verläuft im physiologischen Sinne tief, geräuschlos und in bestimmten Situationen auch sehr schnell. Die eigentliche Sprech- bzw. Singatmung erfolgt dabei meist durch den Mund. Allerdings ist bei einer ruhigen Sprechweise und längeren Pausensetzung die Nasenatmung zu bevorzugen. Die Anzahl der Ein- und Ausatmungsvorgänge ist bei der Vitalatmung im Verhältnis nahezu deckungsgleich. Soll eine längere Ausatmungsdauer erreicht werden, kann dies durch Atemtraining erreicht werden. Die Atmung sollte stets an den Sinn des Gesprochenen gebunden bzw. an der Gliederung bspw. eines vorgelesenen Textes orientiert sein. Wird inmitten einer Sinneinheit eine Zwischenatmung gesetzt, kann dies die Sinnstruktur des Textes zerstören. Um den völligen Luftverbrauch oder das Sprechen mit unhygienischem Stimmdruck zu vermeiden, sollten somit v. a. bei längeren Sinneinheiten die textlich vorgegebenen Strukturierungspausen für die Atmung gebraucht werden. Es stellt sich als Ziel der beruflichen Sprecher und Sänger heraus, die Bedingungen der Stimmatmung zu erfüllen und sprechwirksam umzusetzen.
Für die regelmäßige, sprecherische Tätigkeit muss die Fähigkeit erworben bzw. aufrechterhalten werden, die Ausatemluft zu regulieren. Dadurch kann die Stimmgebung mit Minimalluft gefüllt und eine ausgewogene Balance von Ausatmungsluftdruck und Stimmlippenspannung hergestellt werden. Dieser als Atemstütze betitelte Prozess zeigt sich in der zeitweiligen Beibehaltung der Einatmungsstellung während des Sprechverlaufs und der Ausatmung. Die Atemstütze ist v. a. für eine Herstellung der Kraftstimme (unverkrampftes Rufen oder längeres lautes Sprechen) vonnöten. Zudem dient sie der langfristigen Aufrechterhaltung der Stimme, da durch ihre Nutzung der Ausatmungsluftdruck auf den Kehlkopf gering gehalten und vor Belastung geschützt wird. Dies bewirkt wiederum, dass die Ausatemluft ökonomisch eingeteilt wird, länger andauert und somit im Einklang mit der Tonhaltelänge und Sinngliederung steht. Klangliche Resonanz sowie stimmliche Sicherheit, Modulationsfähigkeit und Variabilität verstärken auch den emotionalen Aspekt des Sprechens. Somit wird das Geäußerte verständlich und hörerbezogen.

#### Häufige Atemfehlleistungen
Das hörbare, flache und hastige Einatmen sowie die häufige Zwischenatmung können Anzeichen einer Atemfehlfunktion sein. Sie treten häufig als Folge- oder Begleiterscheinung der Hochatmung, der problematischsten Atemfehlleistung, auf. Die Hochatmung ist v. a. bei einer verstärkten körperlichen Anstrengung beim Sprechen bzw. Singen, verknüpft mit einer physischen und psychischen Belastung, bemerkbar. Zusätzlich verstärkt wird sie durch fehlerhafte angewöhnte Körperhaltungen oder durch das regelmäßige Tragen einengender Kleidung. Äußerlich ist sie durch das deutlich sichtbare, übermäßige Heben der Schultern und des oberen Brustkorbs sichtbar. Ist die Hochatmung in einer starken Ausprägung vorhanden, verleitet dies meist zu einer unphysiologischen, gegensätzlichen Bewegung des Zwerchfells, welches nunmehr bei der Einatmung nach oben gehoben wird, verbunden mit einer gleichzeitigen Bewegung der Bauchdecke nach innen. Die Ausdehnungsmöglichkeit der Atmungsorgane verkleinert sich und somit wird nur der obere Teil der Lunge mit Luft versorgt. Dies führt zu einer Verringerung des Atemvolumens und damit zu einer nicht ausreichenden Versorgung des Blutes mit Sauerstoff. Die damit einhergehende (krampfhaft) hohe Atemfrequenz und schnelle Ermüdung der Atemmuskulatur kann in einer Atemnot enden, wenn die nötigen Atempausen bzw. -freiräume nicht genutzt werden können.
Daher wirkt sich die Hochatmung deutlich negativ auf die Stimmgesundheit aus. Das vermehrte Hochziehen und Absenken des Schultergürtels bzw. Brustkorbs kann Anspannungen der Muskulatur des Halses und Kehlkopfes bedingen, welche die Schwingungsmöglichkeit der Stimmlippen beeinträchtigen. Zusätzlich kann der starke Druck auf die Kehlkopfmuskulatur einen unnatürlich hohen Kehlkopfstand bewirken. Dies führt weiterhin zu einer Verkleinerung des Raumes oberhalb des Kehlkopfes, einer Verringerung der Resonanzfähigkeit und damit zu einer Veränderung des Stimmklangs. Die Atemstütze ist durch die Hochatmung nur eingeschränkt bzw. gar nicht möglich, da eine kombinierte Atmung nicht erreicht werden kann. Letztendlich werden durch die Hochatmung schnelle Ermüdungserscheinungen der Stimme, Sprechträgheitsausprägungen und eine Verminderung des Hörerkontaktes hervorgerufen, welche die lebenslange stimmliche Leistungsfähigkeit infrage stellen. Da die Atmung die Grundlage jeglicher Stimmgebung darstellt, stehen funktionelle Stimmstörungen immer in einem ursächlichen Zusammenhang mit einer unhygienischen Atmungsführung.

### Stimme (Phonation)
→ Hauptartikel: Menschliche Stimme

#### Stimmerzeugung
Der Kehlkopf, auch Larynx, ist das auf der Luftröhre aufsitzende Stimmorgan. Er erfüllt neben der primären Schutzfunktion (Bewahrung tiefer gelegener Atemwege vor Nahrung, Flüssigkeit und eingeatmeten Fremdkörpern) auch die Sekundäraufgabe der Stimmerzeugung (Phonation). Der Aufbau des Kehlkopfs ist eingeteilt in den Schild- und Ringknorpel sowie die zwei Stellknorpel, die durch Gelenke und Bänder miteinander verknüpft sind. Der Schildknorpel ist der größte Knorpel und dient dem Schutz des Kehlkopfs, während der direkt auf der Luftröhre aufsitzende Ringknorpel die Basis des Kehlkopfs dargestellt. Auf der breiten, nach hinten zeigenden Seite des Ringknorpels befinden sich die beiden Stellknorpel. Für das Verengen und Erweitern des Raumes zwischen den Stimmlippen (Stimmritze bzw. Glottis) sowie für die Veränderung von Spannung und Form der Stimmlippen ist die innere Kehlkopfmuskulatur verantwortlich. Im Gegensatz dazu ist es mithilfe der äußere Kehlkopfmuskulatur möglich, die Lage des gesamten Kehlkopfs zu verändern. Während des Schluckens findet eine Aufwärts- und beim Gähnen und tiefen Einatmen eine Abwärtsbewegung statt. Der Kehldeckel wird während des Atmungsvorgangs nach oben gezogen und ermöglicht der Luft das ungehinderte Ein- und Ausströmen. Zum Schutze des Kehlkopfs verschließt ihn der Kehldeckel beim Schlucken.
Die weiterhin für die Stimmgebung verantwortlichen schwingungsfähigen Stimmlippen stellen wulstige, in ihrer Masse verschiebbare Gebilde, bestehend aus Stimmmuskel, Bindegewebe und Schleimhaut, dar. Sie befinden sich waagerecht gelegen zwischen der Innenseite des Schildknorpels und den Stellknorpeln. Bewegt man die Stellknorpel, so ändert sich auch die Weite der Stimmlippen zueinander somit auch die Glottisform. Eine weit verbreitete Stimmerzeugungstheorie ist die der muskelelastischen Stimmlippenschwingung. Sie besagt, dass bei einem Sprechimpuls die Stimmstellung eingenommen wird, indem sich die Stimmlippen einer Schließung annähern und nur ein schmaler elliptischer Spalt geöffnet bleibt. In dem Bereich unterhalb der Glottis kommt es zu einer Anstauung der Ausatemluft und einer Entstehung von subglottischem Druck, welcher die Stimmlippen wellenförmig nach oben und auseinander in einer Auswärtsschwingung bewegt. Anschließend strömt die Luft durch die geöffnete Glottis wieder heraus und der subglottische Druck nimmt ab. Dies führt durch den ausgleichenden Druckabfall und die Elastizitätsmöglichkeit zu einer Schließung der Stimmlippen im unteren Teil der Glottis und einer damit verbundenen Einwärtsschwingung. Im Rahmen der sich (z. T. schnell) wiederholenden Stimmlippenschwingungsvorgänge kommt es zur Bildung des Primärtons, welcher im Ansatzrohr resonatorisch vergrößert oder geändert werden kann.
Als Merkmalsausprägungen der Stimme lassen sich die Stimmstärke, Tonhöhe und Klangfarbe aufzählen. Die Stimmstärke wird größtenteils durch den subglottischen Druck beeinflusst, da durch seine Vergrößerung auch die Lautstärke steigt. Je nach Kommunikationslage wird eine andere Spannungs- bzw. Lautstärkestufe benötigt. Die Tonhöhe kann mithilfe unterschiedlicher Einstellungen bzw. Formationen des Spannapparats variiert werden. So führt bspw. die Steigerung der Stimmlippenspannung zu einer Tonerhöhung, während ihre Abnahme für eine Stimmsenkung genutzt wird. Eigenschaften einer gesunden Stimme können mit klar, resonanzreich, mühelos, dynamisch und melodisch variabel beschrieben werden. Ist bei der Stimmerzeugung eine funktionelle Fehlleistung vorhanden, kann dies in einem unphysiologisch behauchten, angestrengten, verlagerten oder knarrenden Stimmklang enden. Daraus können Stimmstörungen entstehen, welche die kommunikative Leistung und Wirkung des Sprechers deutlich einschränken. Eine bessere Verständlichkeit wird somit nicht erreicht, indem Stimmstärke künstlich erhöht wird. Stattdessen hilft eine Fokussierung der Artikulationsdeutlichkeit und -präzision.

#### Stimmeinsätze
Der Stimmeinsatz bezeichnet den Prozess des Übergangs der Stimmlippen vom schwingungslosen in den schwingenden Zustand. In der Durchführung dieses Prozesses können die verschiedenen Glottisstellungen des Ruheatems, weiten Atems, Hauchens, Flüsterns, Vollverschlusses und der Stimme genutzt werden. Um die Ruheatmungs- oder mittlere Atemstellung einzunehmen, formt die Glottis bei der entspannten Einatmung ein spitzes Dreieck. Ist der Luftbedarf erhöht, öffnet sich die Glottis zur weiten Atemstellung. Die Hauchstellung kann eingenommen werden, indem sich die Glottis zu einer schmalen spindelförmigen Enge formt. Sind die Stimmlippen geschlossen und ist nur zwischen den Stellknorpeln eine kleine Dreiecksöffnung, kann die Flüsterstellung erreicht werden. Bei totaler Geschlossenheit der Stimmlippen ist die Vollverschlussstellung gegeben. Für die Einnahme der Stimmstellung sind die Stimmlippen bis auf einen kleinen, elliptischen Spalt miteinander verbunden.
In der deutschen Sprache finden hauptsächlich der gehauchte, weiche und feste Stimmeinsatz eine Anwendung. Für den gehauchten Einsatz ist ein langsames Wandern der Stimmlippen von der Atem- in die Stimmstellung, verbunden mit einem Reiben der Ausatmungsluft an den sich schließenden Stimmlippen, beobachtbar. Es kommt zu einem Geräusch des Hauchens, welches bis zur Stimmgebung bzw. Stimmlippenschwingung gehalten wird. Beispiele für das Deutsche bilden das Phonem /h/ innerhalb eines Wortes oder im Silbenanlaut vor Vokalen („holen“, „abholen“) und behauchte Fortis-Verschlusslaute im Anlaut vor Vokalen („Peter“, „Ton“, „Kamm“). Das ständige und übermäßige Hauchen beim Stimmeinsatz, aber auch über den Sprechbeginn hinaus, kann zu Stimmschwächungen und -störungen führen. Genauso ist es ein Trugschluss, anzunehmen, dass das Flüstern, z. B. bei einer Erkältung, die Stimme entlasten würde, denn auch beim (unhygienischen) Flüstervorgang hat die Glottis eine leichte Öffnung, wodurch die Luft störend an der Schleimhautoberfläche der Stimmlippen reibt. Dadurch kommt es zu einem verstärkten Austrocknen der Schleimhaut und einer erhöhten Anfälligkeit für Entzündungen bzw. Erkrankungen. Empfohlen ist daher in Erkältungssituationen, die Schonstimme zu nutzen, indem so wenig und so leise wie möglich gesprochen wird.
Für den weichen Stimmeinsatz ist eine beinahe geschlossene Stimmlippenformation in Stimmstellung üblich. Es entwickelt sich steigender subglottischer Druck und eine gleichmäßige Schwingung der Stimmlippen. Der weiche Einsatz gilt als stimmhygienisch förderlich v. a. für Einsprech- und Einsingübungen, da er zu einer weichen Stimmgebung ohne unphysiologische Hauch- bzw. Knackgeräusche verhilft. Wiederzufinden ist er im Deutschen bspw. bei stimmhaften anlautenden Konsonanten („malen“, „lesen“, „baden“) und im Anschluss an stimmlosen Engelauten („Hunde“, „Schale“, „Chemie“).
Der feste Stimmeinsatz, auch Glottisschlageinsatz genannt, entsteht durch das Schwingen der Stimmlippen aus der Vollverschlussstellung, indem die fest aneinander liegenden Stimmlippen durch die aufgestaute Ausatmungsluft explosionsartig gelöst werden. Es kommt zu einem sogenannten Glottisschlag und einem damit in Verbindung stehenden Knacklaut. Er ist in der deutschen Sprache bspw. bei anlautenden Vokalen vorhanden („arbeiten“, „bearbeiten“). Je nach Stärke des Stimmlippenverschlusses vor der Sprengung wird zwischen dem hygienischen (die Stimmlippen liegen entspannt aneinander und ein geringer Atemdruck ist zur Auseinanderbewegung nötig) und unhygienischen Glottisschlageinsatz (die Stimmlippen sind zusammengepresst und werden nur durch erhöhten Atemdruck gesprengt) unterschieden. Der gepresst und hart produzierte unhygienische Glottisschlageinsatz ist stimmschädigend. Auch der Räuspervorgang ruft eine gleichartig gepresste Stimmlippensprengung hervor, welche sich bei regelmäßigem Auftreten zu einer Stimmbelastung bzw. -störung entwickeln kann. Des Weiteren kann es durch eine Reizung der Schleimhäute zu einem Kreislauf der erneuten Schleimproduktion und verstärkten -reizung kommen (Räuspern provoziert Räuspern). Als entlastender für die Stimme gilt bei Räusperzwang das vorsichtige Schlucken oder leichte Husten.
Für die deutsche Aussprache sind die Stimmabsätze grundsätzlich bedeutungslos, dennoch können auch in diesem Bereich stimmliche Fehlfunktionen und schmerzhafte Störungen auftreten. Genau wie bei den Stimmeinsätzen werden gehauchte, weiche und feste Absätze unterschieden. Dabei sind v. a. die harten Stimmabsätze, deutlich hörbar durch eine unökonomische Atemleistung gepaart mit einem gepressten Abknarren, ein Anzeichen für ein pathologisches, stimmschädigendes Atemdruck- und Muskelspannungsverhalten.

#### Physiologische Sprechstimmlage
Die Indifferenz- oder physiologische Sprechstimmlage stellt den für jeden Menschen individuellen Tonhöhenbereich dar, in welchem es mit minimalem Kraftaufwand zur Stimmerzeugung kommt und somit Atemdruck sowie Spannung der Kehlkopfmuskulatur nur wenig ausgeprägt sind. Innerhalb dieses Bereichs ist ein langes, ausdauerndes und müheloses Sprechen möglich, bei welchem nur selten eine Ermüdung der Stimme auftritt. Die Indifferenzlage ist im unteren Drittel des gesamten Stimmumfanges anzusiedeln, beinhaltet meist vier bis fünf Töne (Quarte bis Quinte), und wird nach unten durch den niedrigsten Stimmbereich der Lösungstiefe abgeschlossen. Die individuelle Ausprägung ist von verschiedenen Faktoren bedingt, u. a. dem Geschlecht und Alter, der Form und Größe des Kehlkopfes sowie der Gegebenheiten der Resonanzräume. Für das Sprechen in der Indifferenzlage bewegt sich der Kehlkopf in eine entspannte Tiefstellung, wodurch das Ansatzrohr verlängert wird und die Stimme optimal resonieren kann. Es ist eine Schwingung der Stimmlippen mit größter Amplitude bei geringem Atemdruck bemerkbar, dadurch können auch langfristig resonanzreiche und laute Töne ohne Stimmermüdung gebildet werden. Durch die Nutzung der tragfähigen, resonanten Stimme ist es zudem obsolet, mit einer stark erhöhten Lautstärke zu sprechen, um den Raum zu füllen. Mithilfe des Sprechens in der Indifferenzlage ist die Stimme modulationsfähiger und ausdrucksstärker und die Verstehens- und Behaltensleistung der Zuhörer wird optimiert.
Das Sprechen in weiten Räumen, vor großem Publikum, unter Störschall, über größere Distanzen oder unter emotionaler Belastung (Ärger, Unsicherheit, Angst, Wut) stellen mögliche Risikosituationen dar, in welchen, häufig durch eine Lautstärkevergrößerung, die physiologische Sprechstimmlage über- oder unterschritten werden kann. Die ursächliche Problematik von künstlich überhöhten Stimmen kann in der Übernahme der unphysiologischen Stimmlage falscher sprecherischer Vorbilder liegen. Findet eine Überschreitung der gesunden Sprechstimmlage statt, verspannen sich die Kehlkopfmuskulatur und die Stimmlippen. Der Kehlkopf breitet sich in diesem Falle nach oben aus, verringert den Raum des Ansatzrohrs und schränkt damit die Resonanzwirkung und -reichweite ein. Es können verschiedene subjektiv geprägte Beschwerden (Stimmermüdung, Sprechunlust, ständiges Räuspern, Trockenheits- und Druckgefühl) sowie in der Folge Stimmstörungen mit Klangveränderungen (z. B. Heiserkeit) auftreten. Dies wirkt sich zudem negativ auf den Hörerkontakt aus, da der Hörer durch den funktionellen Nachvollzug innerlich die häufig wahrgenommene angespannte Sprechweise unbewusst nachahmt. Dadurch bilden sich auch bei ihm Verspannungen im Kehlkopf, Räusperzwang und Schmerzempfindungen aus. Dies führt zu einer Verringerung der Konzentration, da das Zuhören als zunehmend anstrengend und unangenehm empfunden wird. Eine besondere Problemzone eröffnet sich bspw. in der Schule, wenn eine Lehrperson mit einer unphysiologischen Stimmgebung negativ auf die Lernenden einwirkt. Die Unaufmerksamkeit der Schüler, welche von der künstlich wirkenden Stimme abgelenkt sind, mündet in einer Erhöhung ihrer Sprechlautstärke. Ein darauffolgendes häufig beobachtetes Phänomen stellt dar, dass die Lehrer dadurch selbst ihre Lautstärke erhöhen, um die Klasse zu erreichen. Dies endet jedoch meist in einem Teufelskreis der gegenseitigen Lautstärkevergrößerung und einer damit einhergehenden schmerzverbundenen Stimmerhöhung.
Daher ist es v. a. in einer sprechintensiven pädagogischen Tätigkeit empfehlenswert, sich der eigenen physiologischen Sprechstimmlage bewusst zu sein, um ein mögliches Verlassen in einer Stresssituation direkt zu erkennen. Um aus der unphysiologischen Verkrampfung in die Indifferenzlage zurückzukehren, bieten sich unterschiedlichste sprecherzieherische Übungen an. Hierbei sind u. a. Kaumethoden (Vorstellung des Kauens eines wohlschmeckenden Gerichts verknüpft mit dem Brummen von sinnentleerten stimmhaften Silben), Gleitübungen (Absenken der Stimme aus mittlerer Höhe in entspannte Tieflage, überprüft durch Auflegen einer Hand auf den deutlich vibrierenden Brustkorb) sowie das ruhige Zählen und gleichgültige Sprechen (auf Aussprüche wie „ja ja, gut so“ oder „hm, das schmeckt“) zu nennen. Während dieser Prozesse sollte die Stimme entspannt und resonanzreich ausgeprägt sein und sich an der unteren Grenze der Sprechstimmlage verorten lassen.

### Aussprache (Artikulation)
→ Hauptartikel: Artikulation
Die Aussprache bzw. Artikulation ermöglicht die Bildung der Sprachlaute im Ansatzrohr. Darunter fallen auch alle für die Sprachlauterzeugung erforderlichen Bewegungsvorgänge. Das Ansatzrohr ist in den oberen Kehlraum, den Rachenraum, die Mundhöhle einschließlich des Mundvorhofs und in die Nasenhöhlen eingeteilt. Die Lautbildung findet durch ein koordiniertes Zusammenspiel der Atmung, Stimmgebung und Formung des Ansatzrohrs statt. Die Wirkungsweise der Artikulationsorgane (Lippen, Unterkiefer, Zunge und Gaumensegel) und die eingenommene Form des Ansatzrohrs bestimmen die Resonanz des Primärtons. Es kommt zur Bildung unterschiedlicher Klänge bzw. Geräusche und somit zur Entstehung von Sprachlauten.
Ein Artikulationsmerkmal der deutschen Standardaussprache ist die kräftige, aber elastische Artikulation, die aus der relativen Spannung von der Artikulationsmuskulatur und dem Ausatemdruck hervorgeht. Im Englischen oder Russischen herrscht bspw. eine geringere, im Französischen eine höhere Artikulationsspannung. Tendenziell bewegen sich die Lippen beim Sprechen eher in Richtung einer runden bzw. ovalen Einstellung. Ein Breitzug der Lippen, wie für das Obersächsische üblich, ist jedoch nicht physiologisch. Eine verstärkte Resonanzwirkung kann erreicht werden, wenn die Lippen von den Zähnen gelöst werden und somit eine Verlängerung des Ansatzrohres ausgelöst wird. Bei Bewegung des Unterkiefers in vertikaler Richtung sind unterschiedlich große Öffnungsweiten möglich, bspw. ist bei dem Vokal /i/ die kleinste Öffnung, bei /a/ die größte Öffnung bemerkbar. Die Folgen einer zu kleinen Öffnungsweite bzw. eines vollständigen Zahnreihenschlusses können eine undeutliche Aussprache, belastete Stimme oder verminderte Raumwirksamkeit (Abstrahleffekt) sein. Für die Realisation aller Vokale und der meisten Konsonanten im Deutschen ist die Zungenspitze locker an den unteren Schneidezähnen positioniert. Wird die Zunge zurückverlagert, kann es zu einer Lautverdumpfung kommen. Das (außer bei Nasalen) stets gehobene Gaumensegel fungiert als Trenner des Mundbereichs von Nasenraum. Befindet sich der Kehlkopf nicht in seiner natürlichen entspannten Tiefstellung, sondern in einem durch Verspannungen hervorgerufenen Kehlkopfhochstand, kann sich dies in einer Verkleinerung des Ansatzrohres und damit einer pathologischen Stimm- und Klangqualitätsveränderung auswirken.
Soll die Resonanzwirkung optimal erweitert werden, ist eine vollständige Ausnutzung der Artikulationsbewegungen und eine Erweiterung des Ansatzrohrs vonnöten. Eine bessere Lautung führt zu einer besseren Verständlichkeit und es wird das Zuhören erleichtert. Eine gute Artikulation ist zudem fördernd für die Stimmfunktion, da bei einer besseren Raumwirksamkeit eine geringere Stimmstärke für das Verstehen benötigt wird. Ist die Artikulation bewusst gesetzt, kann sich ein resonanzreicher, variabler und hörernaher Stimmklang entwickeln, der die Stimme entlastet und vor Störungen bewahrt.

## Empfehlungen zur Stimmhygiene
(Quelle: )
Für die Ausübung sprecherischer Tätigkeiten ist die Stimme das wichtigste Handwerkszeug. Ihre störungsfreie Nutzung ist daher für Angehörige sprechintensiver Berufe von grundlegender Bedeutung. Die folgenden Empfehlungen zur Sprechweise sollen als Hinweise zur Gesunderhaltung der Stimme beitragen und als Stützen zur Aufrechterhaltung der physiologischen Stimme im Sprechalltag dienen. Bei akuten Sprech-, Sprach- und Stimmstörungen sollte auf eine logopädische Behandlung zurückgegriffen werden.
1. Eine aufrechte gelöste Körperhaltung, auch im Sitzen, ist die Voraussetzung für jegliche lockere und körperlich angebundene Stimmgebung. Die bewusst gesteuerte Atmung (durch kombinierte Atmung oder Atemstütze) hilft bei der Sprechplanung und Ausdrucksgestaltung. Die eigene, natürliche Stimme kann über eine unverspannte oder nicht zurückverlagerte Stimmgebung und das Finden des individuell gesunden Tonhöhenbereichs (physiologische Sprechstimmlage) erhalten werden. Eine deutlich ausgeformte Aussprache und ein ausreichender Zahnreihenabstand (Kieferöffnungsweite) fördern den Verstehensprozess der Zuhörer.
2. Um ein langanhaltendes, störungsfreies Sprechen zu garantieren, sollte der Sprechapparat vor der stimmlichen Tätigkeit angewärmt werden, bspw. über das Einsprechen mithilfe von Entspannungs-, Atem-, Lockerungs- und Lautstärkesteigerungsübungen. Die Kehlkopfschleimhaut ist sehr empfindlich und trocknet leicht aus. Um dies zu vermeiden, sollte für ausreichend Luftfeuchtigkeit im Raum, bspw. durch regelmäßiges Lüften, gesorgt werden. Zusätzlich kann ein regelmäßiger Trinkkonsum ein Trockenheitsgefühl vorbeugen. Das Trinken stark koffeinhaltiger Getränke wie Kaffee oder schwarzem Tee kann die Stimmlippen jedoch potentiell austrocknen lassen. Durch den Konsum laktosehaltiger Getränke (Milch) wird die Schleimproduktion im Mundbereich angeregt. Bei gelegentlichem Trockenheitsgefühl oder Hustenreiz sind mentholfreie und salzhaltige Lutschtabletten zu empfehlen. Rauchen reizt die Stimmlippen und kann zu dauerhaften organischen Schäden führen.
3. Auch psychische Beeinträchtigungen können sich ungünstig auf die Stimme auswirken und sie unter Umständen schädigen. Das regelmäßige Praktizieren von Entspannungstechniken (wie Autogenes Training, Meditation, Yoga) kann bei dem Abbau von psychischen Belastungen helfen. Genauso ist es in schwierigen, angespannten Situationen empfehlenswert, bewusst in den Bauch zu atmen, langsam und ruhig zu sprechen und die Stimme nicht zu überhöhen, um eine unnatürliche, krampfhafte Stimmgebung zu vermeiden.
4. Eine belegte Stimme wird meist durch den Vorgang des Räusperns nicht gelöst. Dieser regt nur ein erneutes Räuspern an und reizt die Stimme somit stärker. Schonender ist es, leicht zu schlucken, etwas zu trinken oder zu lutschen und vorsichtig zu husten, um die Belegung zu lösen. Häufiges oder längeres Flüstern kann die Stimme genauso beeinträchtigen. Daher ist das Flüstern bspw. bei einer Erkältung zu vermeiden, um die Stimme zu schonen. Eher bietet es sich an, so wenig wie möglich mit geringer Lautstärke in der Schonstimme zu sprechen.
5. Die Lautstärke sollte grundsätzlich immer der Sprechsituation angepasst werden. Ein zu lautes Sprechen kann einen negativen Einfluss auf die Stimmbelastbarkeit und eine allgemeine Erhöhung des Lautstärkepegels einer Gruppe zur Folge haben. Eine Deutlichkeit der Artikulation wirkt sich in größerem Maße positiv auf die Verständigungssicherung aus.

Beginnende stimmliche Fehlfunktionen sind u. a. durch schnelle stimmliche Ermüdung, Heiserkeit, schmerzhaftes Brennen, Räusperzwang, Trockenheits-, Fremdkörper-, Kloß- oder Spannungsgefühl erkennbar. Treten diese Symptome nach einer Sprechbelastung auf und sind sie länger als 14 Tage anhaltend, sollte ein Phoniater oder ein Facharzt für HNO-Heilkunde aufgesucht werden.

## Voraussetzungen für eine Therapie
Eine Unzufriedenheit oder ein Defiziterleben mit den eigenen Sprech- und Kommunikationsfähigkeiten sind ausschlaggebende Gründe für Patienten, eine sprecherzieherische Weiterbildung oder eine klinische Sprechtherapie zu besuchen. Gehandelt bzw. therapiert werden sollte nur, wenn die Sprechstörung den Alltag maßgeblich beeinträchtigt oder zu Schmerzen bei der betroffenen Person führt.

„Es kann sogar Heiserkeit ohne Belastungsschwäche und Krankheitsgefühl vorkommen, und Diagnostik und Therapie werden überhaupt nicht gewünscht. Vielleicht verschwinden vorübergehende Belastungsschwächen oder Beschwerden schnell wieder, und die Betroffenen können sich im Alltag darauf einstellen.“

Das Sprechen stellt eine Sekundärfunktion der beteiligten Organe dar. Daher muss häufig zuerst die Primärfunktion trainiert werden, bspw. durch Trinken mit einem Strohhalm oder kräftiges Kauen (durch die Kaumethode nach Emil Fröschels). Bei vielen Störungen sind jedoch auch Elementarprozesse betroffen, sodass eine basale Stimulierung und ein Funktionstraining (z. B. der Mundmotorik) nötig sind. Diese können mit alltäglichen Tätigkeiten beim Essen, Zähneputzen usw. verbunden, oder kommunikativ in Spielzusammenhänge integriert werden. Wichtig für den Erfolg ist die kontinuierliche Übung nach dem Prinzip des verteilten Übens (mehrmals täglich kurze Übungszeiten).
Die Sprechübungen sollten eine Notwendigkeit zum Äußern der zu übenden Elemente beinhalten. Einen Laut oder ein Wort einfach nur nachsprechen zu sollen, wird v. a. von Kindern oft verweigert, da sie in dieser Situation keine Dringlichkeit zur Kommunikation sehen. Wird das Sprechen eines Wortes aber z. B. durch ein Spiel motiviert, wird die Äußerung im Kontext benötigt und das Wort unbewusst trainiert.
In der heutigen Sprechtherapie werden Bewegungsmuster möglichst aktiv erarbeitet. Neue Laute werden z. B. von schon bekannten benachbarten Lauten abgeleitet. Spatel, Sonden und andere Hilfsmittel werden nur noch vereinzelt eingesetzt, wenn es unbedingt erforderlich ist.

## Pathologie des Sprechprozesses
(Quelle: )
Pathologische Fehlfunktionen des Sprechens sind grob in die zwei Teilbereiche Stimmstörungen sowie Sprach- und Sprechstörungen aufzuteilen. Die Kenntnis dieser Störungsbilder ist einerseits im Hinblick auf die Ausübung eines sprechintensiven Berufes relevant. Andererseits befähigt sie zukünftige Lehrer, Stimm- und Sprachstörungen von Kindern und Jugendlichen zu erkennen, um daraus ein angemessenes Verhalten gegenüber den Betroffenen, deren Eltern und Mitschülern zu entwickeln.

### Therapieeinrichtungen und Diagnostik
Für die Diagnostik von Stimmstörungen ist ein HNO-Arzt befähigt. Bei stimmlichen Beschwerden innerhalb einer Sprechtätigkeit im Beruf sollte möglichst ein Facharzt für Sprach-, Stimm- und Hörstörungen bzw. für Phoniatrie und Pädaudiologie hinzugezogen werden. Diese arbeiten entweder in selbstständiger Niederlassung oder an einer Universitäts-HNO-Klinik. Sie stehen in einem regelmäßigen Kontakt und einer unmittelbaren Zusammenarbeit mit klinischen Sprechwissenschaftlern, Stimm- und Sprachheilpädagogen sowie Logopäden.

#### Diagnostik von Stimmstörungen
1. Ausführliche Anamnese: Neben den eigentlichen Stimmstörungen werden hierbei auch die berufliche Belastung (z. B. Zahl der Unterrichtsstunden und Fächerkombinationen) sowie die durch die Störung bedingte sozial-kommunikative Behinderung des Patienten festgehalten.
2. Allgemeine HNO-Untersuchung: Verschiedene Verfahren der Laryngoskopie (Kehlkopfspiegelung), verbunden mit einer Video- oder Fotodokumentation, dienen der Feststellung organischer Veränderungen der Stimmlippen und der Einschätzung ihrer groben Beweglichkeit.
3. Stroboskopie: Der Phoniater beurteilt mit einem Stroboskop die Stimmlippenschwingungen auf funktionelle Parameter. Dies ist für funktionelle Stimmstörungen relevant, da sie auch bei subjektiven Beschwerden und deutlicher Heiserkeit meist keine Organveränderungen zeigen.
4. Erhebung des auditiven Stimmbefunds (meist durch einen sprachtherapeutischen Facharzt): Beim Lesen eines neutralen Textes (z. B. Fabel) werden Parameter des Stimmklangs erfasst, nach den Ausprägungsgraden Rauigkeit/Behauchtheit/Heiserkeit bestimmt, der Sprechstil (locker/angestrengt) sowie die Leistungsfähigkeit der Stimme (Tonhaltedauer/Schwelltonvermögen/Stimmumfang/Lautstärke/Vokaleinsätze) bestimmt und die Phonationsatmung sowie der artikulatorische Ansatz beurteilt. In manchen Fällen findet auch eine Schreibung des Stimmfelds statt, um Stimmumfang und Dynamikbreite mittels einer apparativen Messmethode darzustellen.

Bei der klinischen Diagnostik steht nicht die Schönheitsschulung der Stimme, die Abgewöhnung dialektaler Abweichungen oder die Verbesserung der Ausdrucksfähigkeit im Vordergrund, sondern es werden Gesundheit und Leistungsfähigkeit fokussiert. Ist eine Stimmerkrankung nach einer kurzen Zeit der Selbstbehandlung noch vorliegend, sollte ein HNO-Arzt aufgesucht werden, welcher im Bedarfsfall an eine Spezialpraxis für Stimm-, Sprach- und kindliche Hörstörungen weiter überweisen wird. Auch eine längere Selbsttherapie ersetzt nicht einen ärztlichen Lokalbefund, der sich in einer genauen Abklärung der organischen und funktionellen Parameter für die Ausrichtung therapeutischer Maßnahmen widerspiegelt. Für diese fachliche Stimmanalyse ist ein einfacher Hausarzt nicht qualifiziert, da er bspw. den Kehlkopf nicht einsehen kann bzw. darf. Daher ist ein Spezialist im Bereich Stimm-, Sprach- und Sprechstörungen aufzusuchen. Um schwerwiegende Stimmfehlleistungen zu vermeiden, sollte man sich im aktuellen Störungsfall Zeit für Stimmruhe und stimmschonende Maßnahmen nehmen und nicht trotz des Infektes weiter unterrichten.

#### Diagnostik Sprach- und Sprechstörungen (auch komplexer kindlicher Sprechprobleme)
1. Ausführliche periphere und zentrale Hördiagnostik (auch bei auditiven Wahrnehmungsstörungen) in einer apparativ ausgestatteten Abteilung für Phoniatrie und Pädaudiologie
2. Spezielle Tests einzelner Sprachentwicklungsteilgebiete (Sprachverständnis, Wortschatz)
3. Allgemeine Entwicklungsdiagnostik, die (möglichst in einer Früherfassung) die hinter der Sprachstörung liegende allgemeine, angeborene und sozial bedingte Retardierung offenbart

Stimm-, Sprach- und Sprechtherapien werden größtenteils von Klinikangestellten oder selbstständigen Praxis-Therapeuten (z. B. durch klinische Sprechwissenschaftler, Stimm- und Sprachheilpädagogen, Logopäden, klinische Linguisten und andere anerkannte Berufsgruppen) durchgeführt. Die Kosten für die Therapie ergeben sich aus festgelegten Heilmittelrichtlinien und werden meist bei einer geringen Zuzahlung von der Krankenkasse übernommen.

### Stimmstörungen (Dysphonien)
→ Hauptartikel: Dysphonie
Stimmstörungen (Dysphonien) sind mit Klangveränderungen (z. B. durch Heiserkeit, Behauchtheit, Rauigkeit oder Belegtheit) und Leistungseinschränkungen (schnelle Ermüdung) der Stimme verbunden. Subjektive Beschwerden der Betroffenen können Anstrengung, Schmerzen, Räusperzwang, Trockenheits-, Fremdkörper-, Kloß- oder Spannungsgefühl sein. Die Störungsbilder der Dysphonien können organisch oder funktionell bedingt sein.
Primär und sekundär organisch bedingte Störungsbilder können sich in Missbildungen wie dem Kehlkopfschiefstand, verschiedenen Asymmetrien im Kehlkopfbereich oder einem zu kleinen Kehlkopf widerspiegeln. Zusätzlich kann es durch einen Erkältungsinfekt zu einer Laryngitis (Entzündung des Kehlkopfes) kommen. Daneben zählen verschiedene Stimmlippenerkrankungen zu den Dysphonien. Die Stimmlippenlähmung oder auch Rekurrensparese (Teilausfall der Kehlkopfmuskulatur) kann durch Schilddrüsenoperationen, Infekte oder zentrale Lähmungen auftreten. Gutartige Tumore, die Stimmlippenpolypen, können durch Rauchen oder chronische Entzündungen, häufig in Verbindung mit stimmlicher Überlastung, hervorgerufen werden. Stimmlippen- oder auch Reinke-Ödeme sind verdickende Flüssigkeitsansammlungen, die bei Frauen besonders prädestiniert auftreten und aufgrund von Bestrahlungsfolgen, Allergien oder chronischen Entzündungen in Kombination mit Rauchen ausgelöst werden. Mehr oder weniger symmetrische Randerhebungen, die Stimmlippenknötchen haben einen falschen Stimmgebrauch oder eine hyperfunktionelle Dysphonie als Ursache.
Funktionell bedingte Störungsbilder können neben hyper- und hypofunktionellen Ausprägungen auch durch psychogene Faktoren oder Mutationen ausgelöst worden sein. Dabei beziehen sich die Begriffe hyperfunktionell auf eine Überspannung und hypofunktionell auf eine Unterspannung der Phonationsmuskulatur. Typische Merkmale beider Formen der funktionellen Dysphonie können leichte bis starke Heiserkeitsgrade, angestrengte und nach hinten verlagerte Stimmgebung, hart behauchte Vokaleinsätze, verkürzte Tonhaltedauer, verminderter Stimmumfang, geringes Schwelltonvermögen (langanhaltendes Zu- oder Abnehmen eines gehaltenen Tones), unökonomische und unphysiologische Phonationsatmung, verspannte Artikulationsmuskulatur oder Lippenbreitzug mit geringer Kieferöffnungsweite sein. Bei einer Hyperfunktion treten zudem Verspannungen von Hals, Schultern und Extremitäten auf, während eine Hypofunktion mit einer schlechten Aufrichtung und Spannungsarmut des gesamten Körpers verbunden ist. Durch geistig oder persönlich bedingte Fehlhaltungen können daneben psychogene Dysphonien entstehen, die bis zu einer Aphonie (Stimmverlust) führen können. Psychische Faktoren können neben fehlenden oder falschen funktionellen Entwicklungsanpassungen oder stimmlichen Überbelastungen verschiedene Mutationsstimmstörungen bedingen. Innerhalb dieser sind bspw. die Mutationsfistelstimme (Beibehaltung der hohen kindlichen Stimmlage infolge des Ausbleibens des Stimmbruchs) oder die unvollständige Mutation (nicht gänzliches Absinken der Sprechstimmlage nach dem Stimmbruch) vertreten.

### Sprach- und Sprechstörungen
→ Hauptartikel: Sprachstörung
→ Hauptartikel: Sprechstörung
Sprach- und Sprechstörungen bezeichnen die verminderte Fähigkeit, Laut- oder Schriftsprache normgerecht zu gebrauchen, sodass die Verständigung behindert, und die Erkenntnistätigkeit oder soziale Wirksamkeit eingeschränkt wird. Sprachstörungen beziehen sich auf Fehlfunktionen während der gedanklichen Erzeugung von Sprache und sind mit der Beeinträchtigung von Sprachaufbau und Sprachvermögen verbunden. Im Gegensatz dazu definieren Sprechstörungen die motorische Unfähigkeit der korrekten, fließenden Artikulation von Sprachlauten bzw. die Störung in der Verwirklichung lautlicher Sprechnormen. Sprach- und Sprechstörungen können auch gemeinsam auftreten. Die Ursache liegt entweder in organischen Fehlfunktionen (Störungen des zentralen Nervensystems, Hörstörungen oder Defekte der Artikulationsorgane) oder funktionellen Störungen (motorische Ungeschicklichkeit, phonematische Differenzierungsschwäche oder falsche Vorbilder während des Spracherwerbs).
Eine Form der Sprachstörungen ist die Sprachentwicklungsverzögerung, welche die zeitliche Abweichung des Spracherwerbs um mindestens sechs Monate bei einem Kleinkind beschreibt. Ab einem Alter von 36 Monaten spricht man von einer Sprachentwicklungsstörung des Kindes. Diese können durch sprachliche Minderbegabung, Wahrnehmungsschwächen, Intelligenz- oder Milieuschäden entstehen. Eine weitere Ausprägung ist das Stammeln, welches auch als Dyslalie betitelt wird. Es umfasst die Unfähigkeit, Sprachlaute normgerecht zu bilden oder als Phoneme anzuwenden. Besonders häufig, auch im Erwachsenenalter, treten Fehlbildungen der S-Laute und deren Lautverbindungen auf. Diese sogenannten Sigmatismen können je nach falschem Bildungsort unterschiedlich ausgeprägt sein, bspw. durch Sigmatismus addentalis (Anstoßen der Zunge gegen die Schneidezähne), Sigmatismus interdentalis (Schieben der Zunge zwischen die Zahnreihen), Sigmatismus lateralis (seitliches Vorbeiströmen der Atemluft an den Zungenrändern) oder Sigmatismus nasalis (Entweichen der Atemluft durch die Nase wegen eines ungenügenden Gaumensegelabschlusses).
Nasalitätsstörungen können sich auch in einer Rhinophonie oder Rhinolalie bemerkbar machen. Die Rhinophonie bezeichnet einen abnormen nasalen Stimmklang. Während die Hyperhinophonie durch einen zu großen nasalen Beiklang charakterisiert ist, ist die Hyporhinophonie mit einem zu kleinen nasalen Beiklang verbunden. Die Rhinolalie bezieht sich hingegen konkret auf eine abnorme nasale Sprachlautbildung, welche durch offenes Näseln (Rhinolalia aperta) oder geschlossenes Näseln (Rhinolalia clausa) gekennzeichnet sein kann.
Störungen des Sprechablaufs sind durch Stottern und Poltern definiert. Stottern, auch Balbuties, ist eine Störung des Redeflusses, welche mit häufigen Unterbrechungen des Sprechablaufs durch Wiederholungen von Lauten, Silben und Wörtern (klonisch) oder durch krampfhaftes Verharren in einer Artikulationsstellung (tonisch) einhergeht. Poltern (Tumultus sermonis) zeigt sich in gehäuften Auslassungen und Verschmelzungen von Lauten und Silbenfolgen sowie in Lautersetzungen bzw. -veränderungen, die häufig zur Unverständlichkeit von Äußerungen führen. Im Vergleich zu stotternden Menschen ist bei polternden Patienten ein Störungsbewusstsein der eigenen Fehlfunktionen meist nicht vorhanden. Stotternde gehen oft mit einer unsicheren, ängstlichen oder unglücklichen Haltung an ihre Sprechweise heran, während bei Polternden vermehrt eher ein Desinteresse für die eigene Sprechproblematik besteht. Bei einer Aufmerksamkeitszuwendung oder der Mitteilungsintention einer wichtigen Nachricht gegenüber Fremden und Vorgesetzten fällt es Stotternden deutlich schwerer, ihre Sprechstörungen zu unterbinden. Bei Polternden besteht diese Problematik eher bei gegenteiligen Situationen, wenn sie abgelenkt sind, sich in einer entspannten Situation befinden oder sich gegenüber vertrauten Personen äußern.

### Lese-Rechtschreib-Schwäche / Auditive Verarbeitungs- und Wahrnehmungsstörung
→ Hauptartikel: Lese- und Rechtschreibstörung
→ Hauptartikel: Auditive Verarbeitungs- und Wahrnehmungsstörung
Eine Lese-Rechtschreib-Schwäche, auch Legasthenie betitelt, ist sowohl durch Störungssymptome beim Lesen, als auch beim Schreiben von Texten geprägt. Auffällige Merkmale einer Legasthenie finden sich beim Lesen in einer langsamen Erfassungsgeschwindigkeit, einem häufigen Stocken, einem Auslassen und Vertauschen von Buchstaben, Silben und Wörtern sowie einem unzureichenden Gedächtnis für das Gelesene wieder. Symptome beim Schreiben sind bei einer hohen Fehlerzahl in Diktaten, dem Aufstellen lückenhafter Wörter oder Fehlern in der Grammatik und Interpunktion bemerkbar.
Bei einer auditiven Verarbeitungs- und Wahrnehmungsstörung können Höreindrücke nur begrenzt aufgenommen und gespeichert werden. Dies ist konditionierend für die Lese-Rechtschreib-Schwäche. Symptome können in einer Unaufmerksamkeit, mangelnden Konzentration, schnellen Ablenkbarkeit, Verhaltensauffälligkeit, schlechten Leistung bezüglich Grammatik und Semantik sowie phonologischen Störung liegen.

### Stimmfunktionstherapie
Bei organischen bzw. sekundär organischen und funktionellen Stimmstörungen wird in den meisten Fällen eine Stimmfunktionstherapie durchgeführt. Besonders bei Sprechproblemen im Beruf und kindlichen Stimmstörungen kommt diese Therapiemethode zum Einsatz. Die folgenden Therapieprinzipien sind grundsätzlich für die Behandlung aller beschriebenen Stimm-, Sprach- und Sprechstörungen anwendbar. Nach einer fachärztlichen Diagnose sind jedoch Behandlungsmethoden hinzuzuziehen, welche konkret auf das jeweilige Störungsbild zugeschnitten sind. Ähnlich zu der Diagnostik ist auch bei der Stimmtherapie ein enges Miteinander ärztlicher und nichtärztlicher Berufsgruppen von Bedeutung, insbesondere im Rahmen der Planung der Behandlungsschritte und Abstimmung der Therapieverlaufsmaßnahmen. Eine ganzheitliche Sicht auf alle Bereiche der stimmlichen Therapie ist durch die Berücksichtigung individueller körperlich-psychischer Voraussetzungen und des beruflich-sozialen Umfeldes möglich.
Ziel der Therapie ist es, die vorherrschenden Fehlhaltungen der Funktionskreise Atmung, Stimme und Aussprache abzubauen und somit die stimmliche Leistungsfähigkeit wiederherzustellen. Die Behandlungsmethoden umfassen neben verschiedenen Entspannungsübungen die Arbeit an der Körperhaltung, Atmung, Lockerung, Resonanz und Kräftigung. Es soll ein optimaler artikulatorischer, vorne liegender Ansatz der Stimme gefunden werden. Im Verlauf der Therapie wandert die inhaltliche Konzentration von der Realisierung der Einzellaute über die Sprechübung von Silben, Wörtern, kurzen Satzphrasen und längeren Texte bis hin zu dem Transfertraining des freien Sprechens. Wird dieser langwierige und schrittweise verlaufende Therapieprozess zu rasch durchgeführt oder vor der Beendigung abgebrochen, besteht die Gefahr, dass die Stimmgebung in einer Übungsstimme verhaftet, die nicht ohne Weiteres in den Alltag übernommen werden kann.
Ein weiteres grundlegendes Therapieprinzip ist die Schulung des funktionellen Hörens. Über die ständige auditive Kontrolle fremder Stimmen, die Konfrontation mit der eigenen Stimme sowie die Entwicklung von Motorik und Muskelgefühl wird sich der Patient seiner stimmlichen Fehlfunktionen bewusst. Dies verhilft ihm zur kritischen Selbstkontrolle und akustischen Feindifferenzierung des eigens stimmlich Produzierten.
Das Übungsprinzip der Stimmfunktionstherapie kann in jeder Behandlungsstufe Anwendung finden. Dabei besteht eine Parallelität zu den Konzepten der Sprecherziehung, jedoch wird innerhalb der Therapie nicht die Ausbildung und Vervollkommnung, sondern die Rehabilitation der Stimme fokussiert. Der früher in klassischen Therapiemethoden etablierte Denkansatz, die kinderbezogene Stimmtherapie liege ausschließlich in der Aufklärung des Kindes bzw. der Eltern bezüglich der notwendigen Sprechhygienemaßnahmen, gilt heute als veraltet. Moderne Therapieprogramme beinhalten eine aktive Stimmübung mit kindgerechten Methoden, die auf das jeweilige Individuum zugerichtet sind. Als wirksam, besonders bei jüngeren Kindern, erwiesen sich Gruppenübungen zur Entspannung und Lockerheit sowie Wahrnehmungsübungen zu Resonanz, Lautstärke und Stimmklang.
Noch bedeutender als die Einzeltherapie ist für die allgemeine Stimmhygiene jedoch der alltägliche Umgang mit der Stimme an sich. Dieser kann nur von Therapeuten eingeleitet werden, liegt jedoch maßgeblich im Aufgabenbereich der Bezugspersonen des Kindes (Erzieher, Lehrer und Eltern). So unterliegt ihnen bspw. der Einfluss auf den differenzierten Umgang mit der Stimme, auch hinsichtlich Lautstärke. Daher sollten sich v. a. Lehrer und Erzieher sprecherzieherisch weiterbilden, um nicht direkt im therapeutischen, aber zumindest im sprechhygienischen Sinne positiv auf die Kinder einwirken zu können. Da sich Eltern rasch an die für das Kind charakteristische, in bestimmten Fällen auch pathologisch gewordene, Stimme gewöhnen, sind es häufig zuerst die Erzieher oder Lehrer, welche die heisere oder störungsbehaftete Stimme des Kindes bemerken. Sie sollten bei stimmtechnischen Auffälligkeiten direkt das Gespräch mit den Eltern suchen, damit diese möglichst schnell eine entsprechende diagnostische Untersuchung durch bspw. einen HNO-Arzt einleiten können. Nach der ärztlichen Feststellung einer (leichten) Stimmstörung, erfolgt meist auch die Ausstellung einer Singbefreiung, welche das Kind stimmlich im schulischen Bereich entlastet, da es bspw. keine Nachteile durch die potentiell schlechtere Zensierung des Singens erhält.